# Annette Klug
Annette Klug (ur. 24 stycznia 1969 w Singen) – niemiecka florecistka reprezentująca RFN, złota medalistka olimpijska.
Podczas igrzysk olimpijskich w Seulu w 1988 roku reprezentacja RFN w składzie: Anja Fichtel, Zita Funkenhauser, Christiane Weber, Sabine Bau i Annette Klug zdobyła złoty medal w turnieju drużynowym. W turnieju indywidualnym nie startowała. Były to jej jedyne starty olimpijskie.
Nie zdobyła medalu mistrzostw świata.
Po zakończeniu kariery została trenerem.